# Смерть сім'ї
«Смерть сім'ї» (англ. Death of the Family) — сюжетна арка коміксів, вперше опублікована DC Comics у 2012 році.
Арка об'єднує ряд коміксів про основних персонажів сім'ї Бетмена: Бетмен, Бетґьорл, Бетмен і Робін, Жінка-Кішка, Detective Comics, Найтвінг, Red Hood and the Outlaws, Загін самогубців і Підлітки-Титани. Історія присвячена поверненню Джокера та його плану знищити всіх близьких до Бетмена людей. Назва є посиланням на класичну сюжетну арку Смерть у сім'ї (1988), у якій Джокер убив Джейсона Тодда.

## Випуски
| Серія                    | Випуск | Опубліковано  | Кількість проданих одиниць | Позиція у чартах продажів | Ref.  |
| ------------------------ | ------ | ------------- | -------------------------- | ------------------------- | ----- |
| Бетґьорл                 | #13    | Жовтень 2012  | 50,070                     | 36                        | [ 1 ] |
| Бетґьорл                 | #14    | Листопад 2012 | 77,475                     | 17                        | [ 2 ] |
| Бетґьорл                 | #15    | Грудень 2012  | 75,337                     | 13                        | [ 3 ] |
| Бетґьорл                 | #16    | Січень 2013   | 72,461                     | 17                        | [ 4 ] |
| Бетмен                   | #13    | Жовтень 2012  | 148,293                    | 3                         | [ 1 ] |
| Бетмен                   | #14    | Листопад 2012 | 159,744                    | 2                         | [ 2 ] |
| Бетмен                   | #15    | Грудень 2012  | 151,561                    | 3                         | [ 3 ] |
| Бетмен                   | #16    | Січень 2013   | 145,904                    | 2                         | [ 4 ] |
| Бетмен                   | #17    | February 2013 | 150,684                    | 3                         | [ 5 ] |
| Бетмен і Робін           | #15    | Грудень 2012  | 89,874                     | 8                         | [ 3 ] |
| Бетмен і Робін           | #16    | Січень 2013   | 81,483                     | 12                        | [ 4 ] |
| Жінка-Кішка              | #13    | Жовтень 2012  | 40,144                     | 52                        | [ 1 ] |
| Жінка-Кішка              | #14    | Листопад 2012 | 63,659                     | 27                        | [ 2 ] |
| Detective Comics         | #15    | Грудень 2012  | 106,390                    | 5                         | [ 3 ] |
| Detective Comics         | #16    | Січень 2013   | 92,288                     | 8                         | [ 4 ] |
| Найтвінг                 | #15    | Грудень 2012  | 74,404                     | 15                        | [ 3 ] |
| Найтвінг                 | #16    | Січень 2013   | 69,634                     | 20                        | [ 4 ] |
| Red Hood and the Outlaws | #15    | Грудень 2012  | 64,100                     | 21                        | [ 3 ] |
| Red Hood and the Outlaws | #16    | Січень 2013   | 59,613                     | 24                        | [ 4 ] |
| Загін самогубців         | #14    | Листопад 2012 | 63,697                     | 26                        | [ 2 ] |
| Загін самогубців         | #15    | Грудень 2012  | 57,129                     | 30                        | [ 3 ] |
| Підлітки-Титани          | #15    | Грудень 2012  | 68,704                     | 17                        | [ 3 ] |
| Підлітки-Титани          | #16    | Січень 2013   | 63,718                     | 21                        | [ 4 ] |